# Tulsa Oilers (1964–1984)
För andra betydelser, se Tulsa Oilers.
Tulsa Oilers var ett amerikanskt professionellt ishockeylag som spelade i Central Hockey League (CHL) mellan 1964 och 1984, det vill säga 20 av ishockeyligans 21 säsonger. Laget spelade sina hemmamatcher i en inomhusarena inne i konferensanläggningen Tulsa Assembly Center i Tulsa i Oklahoma. Mellan 1964 och 1973 ägdes Oilers av det kanadensiska sportförvaltningsbolaget Maple Leaf Gardens Limited och var samarbetspartner med deras Toronto Maple Leafs i National Hockey League (NHL). 1973 upphörde kanadensarnas engagemang i Tulsa Oilers och laget blev samarbetspartners med andra medlemsorganisationer i NHL som Vancouver Canucks, Atlanta Flames, Winnipeg Jets och New York Rangers under resten av sin existens.
Säsongen 1983–1984 drabbades lagets ägare av finansiella svårigheter och de tvingades spela sina hemmamatcher i Expo Square Pavilion. Under vintern 1984 försattes laget i konkurs, när stora delar av säsongen hade redan spelats, och blev vräkta från arenan. CHL beslutade då att ta över laget så de kunde slutföra säsongen. Oilers fick namnet CHL Oilers och flyttades omgående till Denver i Colorado och spelade på de ishockeyarenor som fanns att tillgå och utan publik. Under slutspelet tvingades de spela samtliga matcher i motståndarnas hemmaarenor. Men Oilers som lag gick ihop och skrällde när de vann den sista Adams Cup, som var trofén till det lag som vann CHL:s slutspel. De hade, som Tulsa Oilers, redan vunnit trofén för säsongerna 1967–1968 och 1975–1976. Både Oilers och CHL upplöstes efter spelad säsong.
Spelare som har spelat för dem är bland andra Rick Chartraw, Don Cherry, Pat Conacher, Robbie Ftorek, John Grisdale, Glen Hanlon, Ed Kea, Rick Kehoe, Chris Kontos, Bill MacMillan, George McPhee, Gerry Meehan, Willi Plett, René Robert, Derek Sanderson, Dave Silk, Bjørn Skaare, Anders Steen och John Vanbiesbrouck.